# Roberto Rigali
Roberto Rigali (né le 7 janvier 1995 à Esine) est un athlète italien, spécialiste du sprint.

## Biographie
Son club est le Brixia Atletica 2014 puis le Bergamo Stars (2019). et son entraîneur Alberto Barbera. Il fait partie de l'équipe italienne finaliste des Jeux européens 2019.
Jusqu’en 2011, il n’a pratiqué l’athlétisme que comme sport scolaire et pratiquait davantage le ski alpin (Super-G), ayant grandi à Borno, sur l’Altopiano del Sole. 
Il ne commence le sprint que, à la suite de soucis physiques, au sein du club Atletica Vallecamonica sous la direction de Innocente Agostini, en arrivant dès 2012 au podium national du 200 m cadets. En 2013, lors des Championnats d'Europe juniors, il fait la preuve d’être un bon spécialiste du virage et il s’avère décisif pour la médaille de bronze du relais 4 x 100 m. À partir de septembre 2016, pour être suivi par Alberto Barbera, il s’installe à Bergame, où il étudie la kinésithérapie et partage son domicile avec Christian Falocchi. En 2018, il améliore à Nembro son record personnel de 16 centièmes sur 100 m avec 10 s 31.
Il est médaillé d'or du relais 4 × 100 mètres aux Jeux méditerranéens de 2022 à Oran.

## Palmarès
| Date | Compétition           | Lieu | Résultat | Epreuve   | Temps  |
| ---- | --------------------- | ---- | -------- | --------- | ------ |
| 2024 | Championnats d'Europe | Rome | 1er      | 4 x 100 m | séries |